# 寧夏省 (中華民國)
寧夏省，簡稱寧，是中華民國新置的13個省份之一，屬於塞北四省。1949年中華人民共和國成立仍設立寧夏省，並於1954年廢省，将阿拉善霍硕特特别旗、额济纳旧土尔扈特特别旗以及磴口县划给内蒙古自治区，剩余地区划给甘肃省。1958年设立了宁夏回族自治区，仅包括银川专区和西海固专区。

## 省名由來
「寧夏」名稱的源出於元代在西夏故地設置的寧夏行省（取「夏地安寧」之意）。1928年，国民政府将原属甘肃省的宁夏及西套蒙古划出，组建宁夏省。

## 地理
寧夏省位於中國西北地區，雨量稀少，已屬乾燥的沙漠氣候。賀蘭山分本省為二部，山以東地勢較低屬寧夏平原，山以西係蒙古高原之一部，高度在千公尺以上。賀蘭山以東的黃河兩岸的寧夏平原，為寧夏省唯一農業區。因土壤肥沃，灌溉發達，素有「塞上江南」之稱。賀蘭山以西稱山後，面積佔全省十分之九，大部為牧区和沙漠。

## 管轄範圍

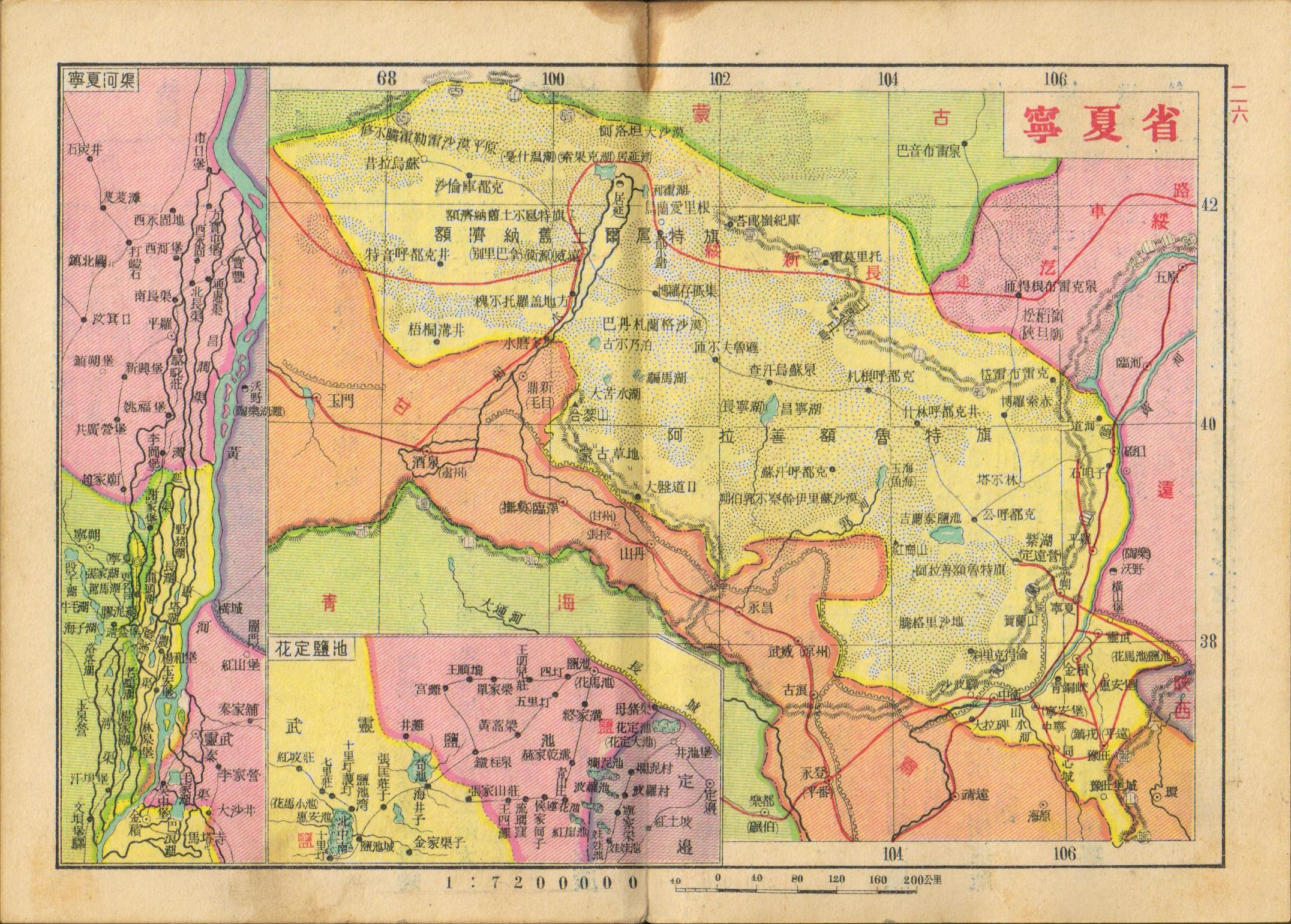
亚新地学社1936年《袖珍中华全图》的宁夏省地图

全省範圍為今日的寧夏回族自治區大部份地區、內蒙古自治區阿拉善盟全境及巴彥淖爾市磴口縣，還主張今蒙古国西南边境的一小部分。民國36年（1947年）其主張的土地面積為233320平方公里。轄境北臨蒙古人民共和國，東接綏遠省，西臨甘肅省。

## 人口
據不精確統計，清代乾隆時期有1352530人。民國18年（1929年）時為704884人，民國22年（1933年）冬時有1353803人。民國36年（1947年）上半年時，有戶數136828，人口773325，男性422637，女性350688。下半年時，有戶數136921，人口773657，男性422712，女性350945。。
據中華民國內政部戶政司於民國79年（1990年）臺閩地區戶口及住宅普查報告，臺閩地區籍貫為寧夏省的人數為609人，佔非臺灣省籍269萬4917人口當中的0.0002%。

## 歷史沿革
元代至元二十四年（1287年），西夏中兴行省移治甘肅行省，在中兴府置寧夏府路。明代時設置寧夏衛，属于陕西等處承宣布政使司管辖。清代時為甘肅省的一部分。
清宣統三年（1911年）辛亥革命，民國元年（1912年）中華民國成立，西北軍閥馮玉祥於甘肅省寧夏地區設置寧夏道，此時大部分時期在馬福祥、馬鴻逵家族回族軍閥的統治。
民國17年（1928年）馮玉祥主政甘肅，由當時就任內政部長的馮系人物薛篤弼，提出了甘肅省分治案，以甘肅省面積過大，寧夏、青海距離甘肅省省城太遠，交通不便，不易發展為由，提出新設寧夏、青海兩行省的提案。青海設省以後，以「甘肅省面積過廣，北部阿拉善額魯特旗及額濟納土爾特旗地方，漢蒙雜處，砌號難治，甘肅省政府鞭长莫及，難以控制」，且「寧夏地方東瀕黃河，土地肥沃」，一面「先就寧夏附近之地從事屯墾，一面向阿拉善額濟納地方逐漸開發」。10月17日，國民黨中央政治會議159次會議中決議設立寧夏省，行政區域為甘肅省舊寧夏道下轄的8縣及寧夏護軍使管轄地。民國18年（1929年）1月1日省政府成立，省會設於寧夏縣。但因兩蒙旗由國民政府行政院蒙藏委員會管理，寧夏省所管轄地域僅為賀蘭山以東、黃河以西的面積約3萬平方公里的狹長地帶。
寧夏省建省初期動亂頻繁，有民國20年（1931年）套匪王英、蘇雨生、楊猴小子相繼進擾寧夏。民國22年（1933年）馬鴻逵主政寧夏，為加強統治，便於徵兵和防範共產黨，劃大縣為小縣，並增設縣市。民國23年（1934年）1月至3月間，孫殿英率6萬大軍進攻寧夏，馬家軍組織甘、寧、青三省聯軍予以拒之，史稱四馬拒孫之役，雙方總共投入了十餘萬軍隊，最後以馬家軍的勝利，孫殿英的敗北而告終，而寧夏大半地區遭到戰火波及，滿目瘡痍，受禍慘重。
民國34年（1945年）8月，省會遷移至銀川市，轄有1市13縣2設治局2旗。
民國38年（1949年）9月23日，中國人民解放軍進入銀川市，中華民國在寧夏省的統治結束，前後僅20年。但其後數年間，寧夏贺兰山匪患，給予中共寧夏當局莫大的困擾。

## 行政區劃

### 省、縣之間的行政區

#### 行政督察區
民國34年（1945年）3月，全省設置3行政督察區：
- 「第一行政督察區」，專署駐寧朔縣，轄永寧縣、寧朔縣、金積縣、靈武縣計4縣。
- 「第二行政督察區」，專署駐中寧縣，轄中衛縣、中寧縣、鹽池縣、同心縣和香山設治局計4縣1局。
- 「第三行政督察區」，專署駐惠農縣，轄平羅縣、惠農縣、磴口縣、陶樂縣計4縣。

同年5月，由原3個行政督察區改為銀南、銀北2個行政督察區，「銀南行政督察區」轄中衛縣、中寧縣、同心縣、鹽池縣、靈武縣、金積縣、寧朔縣、永寧縣及香山設治局計8縣1局，專署駐中寧縣；「銀北行政督察區」轄賀蘭縣、平羅縣、惠農縣、磴口縣和陶樂縣計5縣，專署駐惠農縣。不久後各行政督察區撤銷，改由寧夏省政府直轄。

### 縣級行政區
寧夏省初期僅有寧夏、寧朔、靈武、鹽池、平羅、中衛、金積、豫旺8縣，其後設立多個新縣及設治局。先後設立有銀川市及磴口、中寧、永寧、惠農4縣，陶樂（後升為縣）、紫湖、居延、香山（後裁撤）4設治局。民國38年（1949年）時，寧夏省下轄1市、13縣、2設治局，另有蒙旗3旗。民國77年（1988）7月，行政院公布《中華民國各省（市）縣（市）行政區域代碼》，為各省縣市編定代碼，該法規於民國94年（2005年）10月停用。寧夏省各縣、市、局沿革情況如下：
| 寧夏省     | 寧夏省   | 寧夏省 | 寧夏省     | 寧夏省 | 寧夏省               | 寧夏省 | 寧夏省 |
| 行政督察區 | 行政代碼 | 縣等級 | 縣市局     | 駐地(2023年4月) | 北洋時期             | 沿革 |        |
| ---------- | -------- | ------ | ---------- | --- | -------------------- | --- | ------ |
| 省政府地區 | 21001    | 不適用 | 銀川市     | 寧夏城（今銀川市興慶區） | (甘肅省寧夏道)       | 寧夏省會，民國34年（1944年）1月析賀蘭縣城區置，8月行政院公布《寧夏省銀川市政籌備處組織規程》，核准設市。民國36年（1947年）4月成立市政府。                                                                              |        |
| 省政府地區 | 21002    | 一等   | 賀蘭縣     | 初駐寧夏城（今銀川市興慶區），民國31年（1942年）遷駐謝崗堡（今賀蘭縣駐地習崗鎮） | 甘肅省寧夏道（駐地） | 清代為寧夏府附郭寧夏縣，民國18年（1929年）1月屬寧夏省。因與省名重名，民國30年（1941年）4月1日易名。 |        |
| 省政府地區 | 21003    | 二等   | 寧朔縣     | 初駐寧夏城（今銀川市興慶區），民國2年（1913年）遷駐滿城（今銀川市金鳳區）；民國21年（1932年）遷駐王洪堡（今永寧縣南望洪鎮）；民國30年（1941年）4月遷駐李俊堡（一作矍靖堡，今青銅峽市西北瞿靖鎮）；民國31年（1942年）3月決議遷駐漢壩堡（又作小壩堡，今青銅峽市小壩鎮）。明年縣府建成，正式移駐 | 甘肅省寧夏道         | 清代為寧夏府附郭寧朔縣，民國18年（1929年）1月屬寧夏省。 |        |
| 省政府地區 | 21004    | 三等   | 靈武縣     | 靈武城（今靈武市駐地城區街道） | 甘肅省寧夏道         | 清代為靈州，民國2年（1913年）4月改置縣並易今名，因古靈武郡為名。民國18年（1929年）1月屬寧夏省。 |        |
| 省政府地區 | 21005    | 六等   | 鹽池縣     | 花馬池，今鹽池縣駐地花馬池鎮）；民國25年（1936年）6月，中共紅軍攻克縣城，縣府遷駐惠安堡（今鹽池縣南惠安堡鎮） | 甘肅省寧夏道         | 清代為靈州花馬池分州轄區，民國2年（1913年）4月改置縣並改名鹽池縣，因境內有鹽池，故名。民國18年（1929年）1月屬寧夏省。                                                                                                  |        |
| 省政府地區 | 21006    | 四等   | 平羅縣     | 平羅城（今平羅縣駐地城關鎮） | 甘肅省寧夏道         | 民國18年（1929年）1月屬寧夏省。 |        |
| 省政府地區 | 21007    | 五等   | 磴口縣     | 磴口城（今內蒙古自治區阿拉善左旗東北巴彥木仁蘇木），民國31年（1942年）3月遷治廣興源（今內蒙古自治區磴口縣駐地巴彥高勒鎮），但並未實行。 | 西套蒙古             | 民國15年（1926年）12月由馮玉祥析平羅縣之磴口地方置，因駐所磴口城得名。民國18年（1929年）1月30日國民政府正式核准。 |        |
| 省政府地區 | 21008    | 二等   | 中衛縣     | 中衛城（今中衛市沙坡頭區） | 甘肅省寧夏道         | 民國18年（1929年）1月屬寧夏省。 |        |
| 省政府地區 | 21009    | 三等   | 中寧縣     | 寧安堡（今中寧縣駐地寧安鎮） | (甘肅省寧夏道)       | 民國22年（1933年）9月析中衛縣黃河以東置，縣名以中衛、寧安兩地名的首字命名。12月國民政府令准。 |        |
| 省政府地區 | 21010    | 四等   | 金積縣     | 金積堡（今吳忠市利通區金積鎮） | 甘肅省寧夏道         | 清代為寧靈廳，民國2年（1913年）4月改置縣並改名金積縣，因金積山得名。民國18年（1929年）1月屬寧夏省。 |        |
| 省政府地區 | 21011    | 五等   | 同心縣     | 豫旺堡（今同心縣東北下馬關鎮），民國27年（1938年）4月移駐同心城（今同心縣駐地豫海鎮） | 甘肅省寧夏道         | 清代為平遠縣，因與廣東、貴州2省縣名重名，民國3年（1914年）1月改名鎮戎縣，因縣由西安、平遠、鎮戎3所改置，故名。民國17年（1928年）改名豫旺縣。民國18年（1929年）1月屬寧夏省。民國27年（1938年）4月改今名，因縣駐地得名。 |        |
| 省政府地區 | 21012    | 六等   | 陶樂縣     | 陶樂湖灘（今平羅縣東南高仁鄉） | 綏遠特別區域         | 原屬鄂托克旗轄地，民國18年（1929年）11月置陶樂設治局，因駐地得名。民國30年（1941年）4月1日改制縣。 |        |
| 省政府地區 | 21013    | 一等   | 永寧縣     | 楊和堡（養和堡，今永寧縣駐地楊和鎮） | (甘肅省寧夏道)       | 民國30年（1941年）4月1日析寧夏、寧朔2縣置。民國31年（1942年）3月國民政府核准。 |        |
| 省政府地區 | 21014    | 四等   | 惠農縣     | 寶豐鎮（今平羅縣東北寶豐鎮） | (甘肅省寧夏道)       | 民國30年（1941年）4月1日析平羅縣北部置，因惠農渠得名。民國31年（1942年）3月國民政府核准。 |        |
| 省政府地區 | 21015    | 不適用 | 紫湖設治局 | 紫泥湖（今內蒙古自治區阿拉善左旗北吉蘭泰鎮） | 西套蒙古             | 屬西旗阿拉善轄地，民國18年（1929年）11月呈准設置，以駐所得名。民國30年（1941年）2月，暫緩設局。 |        |
| 省政府地區 | 21016    | 不適用 | 居延設治局 | 居延湖泊（今內蒙古自治區額濟納旗西北居延海） | 西套蒙古             | 屬額濟納旗轄地，民國18年（1929年）11月呈准設置，以駐所得名。民國30年（1941年）2月，暫緩設局。 |        |
| 省政府地區 | 不適用   | 不適用 | 香山設治局 | 香山堡（今中衛市沙坡頭區南香山鄉） | (甘肅省寧夏道)       | 民國30年（1941年）析中衛縣香山地區置，因駐所得名。民國36年（1947年）前裁撤併入中衛縣。 |        |

### 盟旗
寧夏省境內有與盟、部同等的2個特別旗，分別為阿拉善霍碩特特別旗（行政代碼為211XX）、額濟納舊土爾扈特特別旗（行政代碼為212XX）：
- 阿拉善霍碩特特別旗[註 2]，旗府駐定遠營（今內蒙古自治區阿拉善左旗駐地巴彥浩特鎮）。
- 額濟納舊土爾扈特特別旗，俗稱額濟納旗。旗府駐威遠營（今內蒙古自治區額濟納旗境內，無固定駐地）。

## 行政區劃年表
| 寧夏省行政區劃年表                                                        |          |    |    |    |      | |
| 說明：「?」表示不能確定其發生年份或月份，故放於最有可能的一年內，詳見注釋 |          |    |    |    |      | |
| 西元                                                                      | 民國紀元 | 縣 | 市 | 局 | 其他 | 行政區劃變更 |
| 1929年                                                                    | 民國18年 | 9  |    | 1  |      | - 甘肅省寧夏縣來隸（1月） - 甘肅省寧朔縣來隸（1月） - 甘肅省靈武縣來隸（1月） - 甘肅省鹽池縣來隸（1月） - 甘肅省平羅縣來隸（1月） - 甘肅省中衛縣來隸（1月） - 甘肅省金積縣來隸（1月） - 甘肅省豫旺縣來隸（1月） - 甘肅省磴口縣來隸（1月） - 析鄂托克旗轄地置陶樂設治局（11月） - 析西旗阿拉善轄地置紫湖設治局（11月，暫緩設局） - 析額濟納旗轄地置居延設治局（11月，暫緩設局） |
| 1930年                                                                    | 民國19年 | 9  |    | 1  |      | |
| 1931年                                                                    | 民國20年 | 9  |    | 1  |      | |
| 1932年                                                                    | 民國21年 | 9  |    | 1  |      | |
| 1933年                                                                    | 民國22年 | 10 |    | 1  |      | - 析中衛縣置中寧縣（9月） |
| 1934年                                                                    | 民國23年 | 10 |    | 1  |      | |
| 1935年                                                                    | 民國24年 | 10 |    | 1  |      | |
| 1936年                                                                    | 民國25年 | 10 |    | 1  |      | |
| 1937年                                                                    | 民國26年 | 10 |    | 1  |      | |
| 1938年                                                                    | 民國27年 | 10 |    | 1  |      | - 豫旺縣改名同心縣（4月） |
| 1939年                                                                    | 民國28年 | 10 |    | 1  |      | |
| 1940年                                                                    | 民國29年 | 10 |    | 1  |      | |
| 1941年                                                                    | 民國30年 | 13 |    | 1  |      | - 寧夏縣改名賀蘭縣（4月） - 析寧夏、寧朔2縣置永寧縣（4月） - 析平羅縣置惠農縣（4月） - 改陶樂設治局為陶樂縣（4月） - 析中衛縣置香山設治局（?月） |
| 1942年                                                                    | 民國31年 | 13 |    | 1  |      | |
| 1943年                                                                    | 民國32年 | 13 |    | 1  |      | |
| 1944年                                                                    | 民國33年 | 13 |    | 1  |      | |
| 1945年                                                                    | 民國34年 | 13 | 1  | 1  |      | - 析賀蘭縣置銀川市（1月） |
| 1946年                                                                    | 民國35年 | 13 | 1  | 1  |      | |
| 1947年                                                                    | 民國36年 | 13 | 1  |    |      | - 省香山設治局入中衛縣（約此年） |
| 1948年                                                                    | 民國37年 | 13 | 1  |    |      | |
| 1949年                                                                    | 民國38年 | 13 | 1  |    |      | |

## 政府體制

### 省會
民國34年（1945年）以前在寧夏縣（後稱賀蘭縣），以後在銀川市，均在今寧夏回族自治區銀川市。

### 省行政機構
南京國民政府成立後，西北軍閥馮玉祥為了鞏固自己在西北的地位，於民國17年（1928年）通過當時就任內政部長的馮系人物薛篤弼，提出了甘肅省分治案，以寧夏、青海距離甘肅省省城太遠，交通不使，不易發展為由，提出新設寧夏、青海兩行省的提案。10月17日，國民黨中央政治會議159次會議中決議設立寧夏省。10月19日，國民政府正式公布設置寧夏省，行政區域為甘肅省舊寧夏道下轄的8縣及寧夏護軍使管轄地。民國18年（1929年）1月1日省政府成立，下設民政、財政、教育、建設4廳。直至民國38年（1949年）9月下旬解放軍進入銀川為止。

### 歷任寧夏省軍政長官、省政府主席
寧夏省政府主席
- 門致中（1928年11月1日 - 1929年7月24日）
- 吉鴻昌（1929年7月25日 - 1930年8月30日）
- 馬福壽（代理主席，1930年9月 - 1931年6月9日）
- 馬鴻逵（1931年6月9日任命，1932年2月5日 - 1949年7月31日）

### 引用
1. ↑  《民國十八年統計月報》，國民政府主計處統計局編
2. ↑  《十年來寧夏省政述要》，寧夏省政府秘書處編
3. ↑  《三十六年上半年全國戶口統計總表》、《三十六年下半年全國戶口統計總表》，中華民國內政部人口局編
4. ↑  行政院戶口普查處編. 中華民國79年臺閩地區戶口及住宅普查報告. 臺北市: 行政院戶口普查處. 1992
5. ↑  陳育寧，《寧夏通史(近現代卷)》，寧夏人民出版社，1993年，第101頁。
6. ↑  《內政年鑑》，第(B)48頁。
7. ↑  中華民國各省（市）縣（市）行政區域代碼
8. 1 2  陳育寧，《寧夏通史(近現代卷)》，寧夏人民出版社，1993年，第101頁。
9. ↑  《國民政府公報》渝字第843號，民國34年8月29日，第5頁。
10. ↑  《全國行政區域變更一覽表（三十三年九月至三十四年十一月）》
11. 1 2 3  《國民政府公報》渝字第448號，民國31年3月14日，第15頁。
12. ↑  《國民政府公報》第354號，民國2年5月2日，第13冊，第344頁。
13. ↑  《國民政府公報》渝字第448號，民國31年3月14日，第15頁。
14. ↑  《國民政府公報》渝字第448號，民國31年3月14日，第15頁。
15. ↑  劉廣增：《國民黨在惠安堡設立鹽池縣駐地的回憶》，《鹽池縣文史資料》第5輯，1989年，第24頁。
16. ↑  《政府公報》第354號，民國2年5月2日，第13冊、第344頁。
17. ↑  按：馮茂《寧夏現代政區變遷沿革》（第2頁）作“縣駐地三盛公”，與國民政府指令有異。三盛公即今內蒙古自治區磴口縣駐地巴彥高勒鎮南糧台村
18. ↑  《國民政府公報》渝字第448號，民國31年3月14日，第15頁。又，內政部方域司《中華民國行政區域簡表》(第11版)，第152頁。
19. ↑  《國民政府公報》第81號，民國18年2月1日，第8頁。
20. ↑  《國民政府公報》第1329號，民國23年1月6日，第2頁。
21. ↑  《政府公報》第354號，民國2年5月2日，第13冊、第344頁。
22. ↑  《內務部改定各省重復縣名及存廢理由清單》。
23. ↑  《國民政府公報》第37期，民國17年3月，第22頁。
24. ↑  《國民政府公報》渝字第64號，民國27年7月9日，第15頁。
25. 1 2 3  《國民政府公報》第343號，民國18年12月12日，第8頁。
26. ↑  內政部方域司：《中華民國行政區域簡表》(第11版)，第153頁。
27. ↑  《國民政府公報》第2號，民國17年10月27日，第9頁。

## 外部連結
- 寧夏回族自治區 - 行政區劃網 （页面存档备份，存于）
- 王豐的民國傳記博客
- 洪定國的地理資料庫 - 大地耕者 - 網易博客
- 寧夏自治區區名的「寧夏」代表什麼意思，寧夏的歷史沿革、主要民族、風俗習慣、旅遊（景點、食宿等） （页面存档备份，存于）